# قشلاق‌پل
قشلاق‌پل(به کردی: قشڵاخ پرد، Qişllaxpird) روستایی که مرکز بخش سرشیو شهرستان سقز است که در استان کردستان ایران قرار دارد.

## جمعیت
این روستا در دهستان ذوالفقار واقع شده و براساس سرشماری سال ۱۳۸۵، جمعیت آن ۱۶۱ نفر (۴۰ خانوار) بوده‌است.